# Пам'ятник на братській могилі радянських воїнів (с. Водянське)

## Основні дані
Пам'ятник історії.
Твір монументального мистецтва.
Архітектор — Сторчеус І. М.
Реєстровий номер — 248
Дата відкриття: 1959 р.
Місце розташування: с. Водянське, Добропільський район, Донецька область.
Розміри: стела h — 4,5 м;
постамент: 1,5 х 1,5×4 м
Матеріал: залізобетон, постамент — цегла.

## Історична довідка
Пам'ятник встановлено на місці поховання останків двох воїнів, які загинули у боях за селище Водянське. Біля братської могили встановлено бетонну стелу з горельєфним зображенням двох воїнів.

## Характеристики
Біля братської могили встановлено бетонну стелу з горельєфним зображенням двох воїнів. Один з солдатів підтримує свого пораненого товариша. Стелу встановлено на постаменті з цегли. По периметру могили виконано огородження з цегли загальною довжиною 13,3 м.